# Sam Brotherton
Samuel Edward Brotherton (Auckland, 1996. október 2. –) új-zélandi válogatott labdarúgó, aki jelenleg a Sunderland játékosa.

Bekerült a 2015-ös U20-as labdarúgó-világbajnokságon és a 2016-os OFC-nemzetek kupáján, valamint a  2017-es konföderációs kupán részt vevő keretbe.

## Statisztika
| Válogatott | Szezon   | Mérkőzés | Gól |
| ---------- | -------- | -------- | --- |
| Új-Zéland  | 2015     | 1        | 0   |
| Új-Zéland  | 2016     | 6        | 0   |
| Új-Zéland  | 2017     | 0        | 0   |
| Összesen   | Összesen | 7        | 0   |

## Sikerei, díjai
- Új-Zéland
  - OFC-nemzetek kupája: 2016